# 90487 Witherspoon
90487 Witherspoon è un asteroide della fascia principale. Scoperto nel 2004, presenta un'orbita caratterizzata da un semiasse maggiore pari a 3,2359231 UA e da un'eccentricità di 0,0198453, inclinata di 21,35023° rispetto all'eclittica.